# Christophe Balaÿ
 (août 2022).
La mise en forme du texte ne suit pas les recommandations de Wikipédia : il faut le « wikifier ».
Les points d'amélioration suivants sont les cas les plus fréquents :
- Les titres sont pré-formatés par le logiciel. Ils ne sont ni en capitales, ni en gras.
- Le texte ne doit pas être écrit en capitales (les noms de famille non plus), ni en gras, ni en italique, ni en « petit »…
- Le gras n'est utilisé que pour surligner le titre de l'article dans l'introduction, une seule fois.
- L'italique est rarement utilisé : mots en langue étrangère, titres d'œuvres, noms de bateaux, etc.
- Les citations ne sont pas en italique mais en corps de texte normal. Elles sont entourées par des guillemets français : « et ».
- Les listes à puces sont à éviter, des paragraphes rédigés étant largement préférés. Les tableaux sont à réserver à la présentation de données structurées (résultats, etc.).
- Les appels de note de bas de page (petits chiffres en exposant, introduits par l'outil «  Source ») sont à placer entre la fin de phrase et le point final[comme ça].
- Les liens internes (vers d'autres articles de Wikipédia) sont à choisir avec parcimonie. Créez des liens vers des articles approfondissant le sujet. Les termes génériques sans rapport avec le sujet sont à éviter, ainsi que les répétitions de liens vers un même terme.
- Les liens externes sont à placer uniquement dans une section « Liens externes », à la fin de l'article. Ces liens sont à choisir avec parcimonie suivant les règles définies. Si un lien sert de source à l'article, son insertion dans le texte est à faire par les notes de bas de page.
- La présentation des références doit suivre les conventions bibliographiques. Il est recommandé d'utiliser les modèles {{Ouvrage}}, {{Chapitre}}, {{Article}}, {{Lien web}} et/ou {{Bibliographie}}. Le mode d'édition visuel peut mettre en forme automatiquement les références.
- Insérer une infobox (cadre d'informations à droite) n'est pas obligatoire pour parachever la mise en page.

Pour une aide détaillée, merci de consulter Aide:Wikification.
Si vous pensez que ces points ont été résolus, vous pouvez retirer ce bandeau et améliorer la mise en forme d'un autre article.
Christophe Balaÿ, né le 12 août 1949 et mort le 31 juillet 2022, était un professeur, linguiste et traducteur français.

## Biographie
Après avoir obtenu son doctorat en littérature française, Christophe Balaÿ poursuit son doctorat d'État ès lettres et devient spécialiste de langue persane et de lettres iraniennes. À la suite de ses études universitaires, il publie plusieurs ouvrages, dont Aux sources de la nouvelle persane, et La genèse du roman persan moderne.
En 1989, il devient professeur à l'Institut national des langues et civilisations orientales (INALCO). Il dirige l'Institut français de recherches en Iran (IFRI) de 1998 à 2002, avant de poursuivre sa carrière à l'INALCO. Parallèlement il poursuit une série de traductions d'œuvres de prose persane moderne et contemporaine, commencée avec un choix de nouvelles de Sadegh Hedayat. Il est aussi l'auteur du Manuel de persan et de Lectures persanes, publiés à L'Asiathèque.
Christophe Balaÿ est décédé le 31 juillet 2022.

## Œuvres
- Aux sources de la nouvelle persane (ADPF, 1983)
- La genèse du roman persan moderne (Ifri-Moïn, Téhéran, 1998)
- Manuel de persan (L'Asiathèque)
- Lectures persanes (L'Asiathèque)

### Traductions
- Mahmoud Dowlatabadi. Le Colonel. Paris : Buchet-Chastel, 2012. [Titre original : کلنل]
- Houshang Golshiri. Chronique de la victoire des mages, traduction, notes et postface de Christophe Balaÿ. Paris : L’Inventaire, 1997. [Titre original : فتحنامهٔ مغان]
- Houshang Golshiri [attribué à]. Le Roi des noir-vêtus, trad. du persan, notes et postface de Christophe Balaÿ ; préface de Reza. Paris : L’Inventaire, 2002. [Titre original : شاه سیاه‌پوشان]
- Sadegh Hedayat. L’Homme qui tua son désir : récits, trad. du persan par Christophe Balaÿ, Gilbert Lazard et Dominique Orpillard. Paris : Phébus, 1998.
- Yadollah Royaï. Versées labiales, éd. Tarabuste, 2013.
- Yadollah Royaï. Signatures. Rennes : Dana, 2001.
- Zoyâ Pirzâd. Comme tous les après-midi. Cadeilhan : Zulma, 2007.
- Zoyâ Pirzâd. On s’y fera. Cadeilhan : Zulma, 2007 ; réédition chez Librairie générale française 2009.
- Zoyâ Pirzâd. Un jour avant Pâques. Cadeilhan : Zulma, 2008 ; réédition chez Librairie générale française 2010.
- Zoyâ Pirzâd. Le Goût âpre des kakis. Cadeilhan : Zulma, 2009 ; Paris : Hachette, 2012.
- Zoyâ Pirzâd. C’est moi qui éteins les lumières. Cadeilhan : Zulma, 2011 ; réédition chez le même éditeur 2013[2].